# These Are My Twisted Words
"These Are My Twisted Words" és una cançó del grup britànic Radiohead llançada el 17 d'agost de 2009 via descàrrega digital des del web oficial del grup.
La cançó fou filtrada 12 d'agost de 2009 via BitTorrent i cinc dies després estigué disponible des del web oficial del grup gratuïtament. La descàrrega anava acompanyada d'imatges realitzades per Stanley Donwood i Thom Yorke que podien ser impreses.